# وسادة الشغاف
وسائد الشغاف (بالإنجليزية: Endocardial cushions, or atrioventricular cushions)‏ هي مجموعة فرعية من الخلايا في مراحل تطور القلب، تلعب دورا حيويا في تشكيل حواجز القلب.
تنشأ وسائد الشغاف على القناة الأذينية البطينية (للجنين)  (بالإنجليزية: atrioventricular canal)‏ والمنطقة المخروطية الجذعية (conotruncal) من بَصَلَةُ القَلْب (للجنين)  (بالإنجليزية:  bulbus cordis)‏.
خلال مراحل تطوّر القلب في الجنين، يكون القلب في البداية على شكل أنبوب. ومع تطور القلب، يخضع لتغيرات متعلقة بتكوينه الجزئي وإعادة التشكّل حتى يصبح في نهاية المطاف قلب ذو أربع غرف. وسائد الشغاف هي مجموعة فرعية من الخلايا الموجودة في القلب الأنبوبي النامي التي سوف تؤدي إلى تكوين صمامات القلب والحواجز القلبية لتشكيل قلب سليم ذو أربع غرف.

## الأهمية السريرية
يُعتقد أنه إذا حدثت مشكلة في عملية نمو الوسادة الشغافية أو عملية إعادة التشكّل، فإن ذلك يترافق مع وجود عيب بالحاجز الأذيني البطيني (Atrioventricular septal defect) لاحقاً عند اكتمال نمو القلب.

## التطور
يُعتقد أن وسائد الشغاف تنشأ من مجموعة فرعية من خلايا البطانة الغشائية التي تخضع لعملية تحوّل طلائية-لُحمية متوسطية (Epithelial–mesenchymal transition)، التي هي عملية يتم بموجبها كسر الاتصال بين كل خلية وخلية ثم تهاجر إلى هلام القلب (cardiac jelly) نحو المناطق الداخلية من أنبوب القلب. وتشكل تلك الخلايا المهاجرة «انتفاخات» تُسمّى وسائد الشغاف تُرى في أنبوب القلب.
عند قصّ قلب الجنين بشكل مقطعي، يمكن ملاحظة وسائد الشغاف في تجويف القناة الاذينية البطينية (Atrioventricular canal) يظهران كقطعتين غليظتين، واحدة على الجزء الظهراني والأخرى على جدارها البطني. وسيستمر نمو القطعان الغليظتان ليلتحما مع بعضهما البعض ويُعاد التشكّل لتكوين الصمامات القلبية والحواجز القلبية الكاملة في النهاية.

## وصلات خارجية
- جامعة تمبل
- med/670 في موقع إي ميديسين
- Overview at mcgill.ca
- 3d animation of heart development from the جامعة تورنتو